# R-14 Chusovaya
Tên lửa R-14 Chusovaya (tiếng Nga: Чусовая) là một tên lửa đạn đạo tầm trung một tầng đẩy được phát triển bởi Liên Xô trong thời kỳ Chiến tranh Lạnh. Tên ký hiệu của NATO là SS-5 Skean, mã hiệu của GRAU: 8K65. Tên lửa được thiết kế bởi Mikhail Yangel. Chusovaya là tên một con sông tại Nga. Tên lửa được sản xuất bởi Nhà máy số 1001 tại Krasnoyarsk.

## Bối cảnh
Việc phát triển tên lửa R-14 bắt đầu qua chỉ thị ngày 2/7/1958. Thiết kế sơ bộ được hoàn thành vào tháng 12 năm 1958, với các vụ phóng thử nghiệm bắt đầu vào tháng 6 năm 1960 và hoàn thành vào tháng 2 năm 1961. Tên lửa được chấp thuận đưa vào trang bị vào ngày 24/4/1961; Ban đầu sư đoàn đầu tiên được triển khai 4 bệ phóng bắt đầu từ ngày 31 tháng 12 năm 1961. Đến cuối năm 1962, hai lữ đoàn tên lửa R-14 đã đi vào hoạt động ở Ukraine và Latvia, sau đó tên lửa R-14 tiếp tục được triển khai tại Kaliningrad và Belarus. Một lữ đoàn tên lửa bao gồm hai sư đoàn, với tổng số 8 bệ phóng tên lửa; đến những năm 1970, một lữ đoàn cơ động bao gồm ba đơn vị điều khiển và 4-5 bệ phóng. Mục tiêu chính của tên lửa R-14 là các hầm phóng tên lửa PGM-17 Thor tại Anh, PGM-19 Jupiter tại Ý và Thổ Nhĩ Kỳ, và các căn cứ tàu ngầm chiến lược mang tên lửa UGM-27 Polaris tại Tây Ban Nha. Việc chế tạo tên lửa ban đầu được thực hiện bởi Nhà máy số 586 (Yuzhmash) và Nhà máy số 1001 tại Krasnoyarsk, trong khi động cơ RD-216 chỉ được sản xuất tại Yuzhmash. Từ năm 1962 trở đi, việc sản xuất tên lửa đã được chuyển giao cho Nhà máy hàng không số 166 tại Omsk.
Trước khi nổ ra Khủng hoảng tên lửa Cuba năm 1962, Liên Xô đã có kế hoạch triển khai hai lữ đoàn với 32 tên lửa R-14 và 16 bệ phóng tới Cuba. Lúc này, Hoa Kỳ đã tuyên bố phong tỏa đảo quốc này, 24 đầu đạn đương lượng nổ 1 Mt đã được đưa đến Cuba, nhưng chưa có tên lửa hay bệ phóng nào được chuyển tới. Các đầu đạn sau đó đã được chuyển đi và kế hoạch triển khai tên lửa R-14 đã bị hủy bỏ sau khi cuộc khủng hoảng chấm dứt.
Tháng 5 năm 1960, việc phát triển phiên bản R-14U (universal), có thể được phóng từ mặt đất hoặc giếng phóng tên lửa phức hợp 'Chusovaya', đã được tiến hành, với vụ phóng thử nghiệm đầu tiên diễn ra vào tháng 1 năm 1962. Với phiên bản tên lửa phóng từ giếng phóng, mỗi lữ đoàn sẽ có hai sư đoàn tên lửa, mỗi sư đoàn là một căn cứ với trung tâm chỉ huy, điều khiển được kiên cố hóa và ba giếng phóng tên lửa. Các giếng phóng tên lửa được đặt cách nhau ít nhất 100 m. Các silo phóng có độ sâu 30 m và được kiên cố hóa có khả năng chịu được áp suất 2 kg/cm2 (28 psi). Thiết kế của silo phóng được chấp nhận vào tháng 6 năm 1963 và sư đoàn tên lửa R-14U (phiên bản giếng phóng) bắt đầu được triển khai tại Priekule, Latvia năm 1964. Các tổ hợp tên lửa cũng được triển khai tại khu vực Viễn Đông của Nga, Kazakhstan, Ukraine, và Lithuania.
Việc triển khai tên lửa R-14 và R-14U đạt đỉnh điểm vào năm 1964-1969 với 97 tổ hợp được triển khai. Thông thường tên lửa mất 1 đến 3 giờ để chuyển trạng thái chiến đấu đối với tên lửa R-14 triển khai di động hoặc 5 đến 15 phút đối với phiên bản R-14U. Trạng thái sẵn sàng chiến đấu có thể được duy trì trong vòng vài giờ đối với R-14 phóng từ bệ di động hoặc vài ngày đối với R-14U phóng từ giếng phóng. Việc loại bỏ các giếng phóng cố định của tên lửa R-14U bắt đầu diễn ra từ năm 1971 và tên lửa R-14Us (được triển khai hỗn hợp cùng với các bệ phóng di động) rút khỏi trang bị cuối những năm 1970. Một số bệ phóng di động bắt đầu được loại biên vào năm 1969, và được thay thế bằng tên lửa RSD-10 Pioneer từ năm 1978 đến năm 1983, và rút khỏi trang bị hoàn toàn vào năm 1984. Sau khi ký Hiệp ước Lực lượng hạt nhân tầm trung, sáu tên lửa R-14 còn lưu kho cũng đã bị tháo dỡ vào ngày 9/8/1989.

## Các tên lửa dựa trên R-14
Tên lửa R-14 là cơ sở để phát triển dòng tên lửa đẩy Kosmos-3. Năm 1964, R-14 đã được trang bị bổ sung bằng một tầng tên lửa thứ 2 nhỏ hơn, tạo thành tên lửa 65S3 và đã thực hiện 8 lần phóng từ bệ phóng LC-41, Baikonur. Đến năm 1966, tên lửa đẩy 11K6 được đưa vào vận hành, nhưng chỉ thực hiện 4 chuyến bay trước khi được thay thế bởi tên lửa 11K65M, sử dụng để phóng vệ tinh dân sự và quân sự hạng nhẹ, phần lớn được phóng từ Plesetsk (chỉ một vài tên lửa được phóng từ bãi phóng Kapustin Yar). Tên lửa đẩy này ngừng hoạt động vào năm 2010.

## Vận hành
Liên Xô
- Lực lượng tên lửa chiến lược